# Шалыгин, Евгений Валерьевич
Евгений Валерьевич Шалыгин (род. 19 мая 1970) — советский и российский хоккеист, защитник. В составе «Металлурга» бронзовый призёр Кубка «Спартака» 1996 года.

## Биография
Сын хоккейного тренера Валерия Шалыгина. На юношеском уровне выступал за «Торпедо» Усть-Каменогорск, «Химик» Воскресенск, СКА-ШВСМ Свердловск. Начинал играть в командах первой лиги СКА Свердловск (1988/89), «Луч» Свердловск (1989/90), «Сибирь» Новосибирск (1990/91). По ходу сезона 1990/91 перешёл в магнитогорский «Металлург», в составе которого в сезонах 1992/93 — 1997/98 выступал в МХЛ и РХЛ. Играл в РХЛ за «Мечел» (1997/98) и «Липецк» (1998/99). В сезоне 2003/04 провёл четыре матча в чемпионате Казахстана за «Енбек».
В ноябре 1993 сыграл два товарищеских матча в составе сборной России.